# 디오판토스 방정식

수론에서 디오판토스 방정식(영어: Diophantine equation)은 정수로 된 해만을 허용하는 부정 다항 방정식이다. 디오판토스 문제는 미지의 변수와 변수의 수 보다 적은 방정식을 제시하고, 주어진 모든 방정식을 만족하는 정수해들을 찾도록 한다. 좀더 기술적인 용어로서 설명하면, 디오판토스 문제는 부정 다항식으로 표현되는 대수 곡선이나 대수 곡면, 또는 보다 일반적인 대수다양체에 대하여 정수로 표현될 수 있는 모든 격자점을 나타내라는 것과 같다..

## 역사
이러한 방정식을 디오판토스 방정식이라 부르는 것은 헬레니즘 시기인 3세기 무렵 알렉산드리아의 수학자였던 디오판토스가 이런 유형의 부정 다항 방정식을 만들고 연구하여 정리하였기 때문이다. 디오판토스는 자신이 연구한 문제들을 정리하여 《산학》(算學, 라틴어: Arithmetica 아리트메티카[*], 고대 그리스어: Ἀριθμητικῶν 아리트메티콘[*])을 저술하였다. 디오판토스는 수학 기호를 대수학에 도입한 최초의 수학자들 가운데 한 명이기도 하다.
개별적인 디오판토스 방정식은 오래전부터 퍼즐이나 문제의 형태로 알려져 왔다. 1637년 피에르 드 페르마는 디오판토스의 저서 《산학》의 여백에 "n이 2보다 더 큰 정수일 때, {\displaystyle x^{n}+y^{n}=z^{n}}를 만족하는 정수 x, y, z 은 존재하지 않는다"라고 적었다. 페르마의 마지막 정리로 불리게 된 이 문제는 1994년이 되어서야 영국의 수학자 앤드루 와일스에 의해 증명되었다. 1657년 페르마는 {\displaystyle 61x^{2}+1=y^{2}}의 해를 구하였는데, 사실 이 문제는 그 보다 천년전 인도의 브라흐마굽타에 의해 해결된 바 있다. 18세기 들어 레온하르트 오일러도 동일한 방정식의 해를 구하였다.
디오판토스 방정식의 일반형인 이차 형식은 20세기가 되어서야 정리되었다. 디오판토스 방정식을 연구하는 분야는 오늘날 "디오판토스 해석학"이라고 불린다.

## 디오판토스 방정식의 예
다음의 예제에서  {\displaystyle x,y,z}는 미지의 정수, 나머지 문자는 주어진 정수이다.
- {\displaystyle ax+by=c}: 선형 디오판토스 방정식
- {\displaystyle x^{n}+y^{n}=z^{n}}: {\displaystyle n=2}일 때에는 무한히 많은 해가 존재하며, 이 해를 피타고라스 수라고 한다. {\displaystyle n>2}인 경우에는 페르마의 마지막 정리에 따라 x, y, z가 모두 0이 아닌 정수해가 존재하지 않는다.
- {\displaystyle x^{2}-ny^{2}=1}: 이 방정식은 영국의 수학자 존 펠의 이름을 따 펠 방정식이라 불린다. 이와 같은 형태의 방정식은 7세기 인도의 수학자 브라흐마굽타와 17세기 프랑스의 수학자 피에르 드 페르마에 의해서도 연구된 바 있다.
- {\displaystyle {\frac {4}{n}}={\frac {1}{x}}+{\frac {1}{y}}+{\frac {1}{z}}} : 에르되시-스트라우스 추측은 n이 2이상의 정수일 때 이 방정식을 만족하는 정수해 x, y, z가 언제나 존재할 것이라 추측한다. 이 방정식을 일반적인 디오판토스 방정식의 형태로 나타내면 {\displaystyle 4xyz=n(xy+yz+xz)} 이 된다.

## 디오판토스 해석학

### 전형적인 질문
디오판토스 해석학에서는 디오판토스 방정식에 대한 다음과 같은 질문들을 다룬다.
1. 해가 있는가?
2. 자명한 해[주해 1]를 제외한 다른 해가 있는가?
3. 해의 개수가 무한한가? 아니면 유한한가?
4. 모든 해를 구할 수 있는가?
5. 모든 해 가운데 하나를 이용하여 검산할 수 있는가?

수학자들은 이러한 질문들로 짜인 퍼즐이나 방정식을 두고 많은 문제를 풀어왔다. 그중에 어떤 것은 해답을 얻기까지 많은 시간이 걸리기도 하는데, 페르마의 마지막 정리의 경우 해결하는데 300년이 넘는 시간이 걸렸다.

### 전형적인 예제
- 문제

A와 B가 0 ~ 9의 아라비아 숫자라고 할 때, 아버지는 AB세이고 아들은 BA세이다. 아들의 나이에 두배를 하면 아버지의 나이보다 한 살 더 많다. 아버지와 아들의 나이는 몇 세인가? (단, AB는 10A+B를 나타내며 A와 B의 곱을 의미하지 않는다.)
- 풀이

아버지와 아들의 나이를 십진기수법으로 나타내면, 아버지의 나이는 10A + B이고 아들의 나이는 10B + A가 된다. 아들의 나이에 두 배를 하면 아버지의 나이보다 한 살 많으므로,
{\displaystyle 2(10B+A)=10A+B+1}
이고, 간단히 정리하면
{\displaystyle 19B-8A=1}
이 된다.
A와 B가 모두 0에서 9 사이의 정수이므로 다음의 표를 통하여 A = 7, B = 3 임을 알 수 있다.
| A | 0                               | 1                               | 2                                | 3                                | 4                                | 5                                | 6                                | 7                 | 8                                | 9                                |
| - | ------------------------------- | ------------------------------- | -------------------------------- | -------------------------------- | -------------------------------- | -------------------------------- | -------------------------------- | ----------------- | -------------------------------- | -------------------------------- |
| B | {\displaystyle {\frac {1}{19}}} | {\displaystyle {\frac {9}{19}}} | {\displaystyle {\frac {17}{19}}} | {\displaystyle {\frac {25}{19}}} | {\displaystyle {\frac {33}{19}}} | {\displaystyle {\frac {41}{19}}} | {\displaystyle {\frac {49}{19}}} | {\displaystyle 3} | {\displaystyle {\frac {65}{19}}} | {\displaystyle {\frac {73}{19}}} |

다른 방법으로 A, B의 양의 정수 순서쌍을 얻기 위해, 유클리드 알고리즘을 생각할 수 있다. 19와 8에 대하여 유클리드 알고리즘을 적용하면 다음을 얻는다.
{\displaystyle 19=8*2+3}
{\displaystyle 8=3*2+2}
{\displaystyle 3=2*1+1}
세번째 식과 두번째 식에서 {\displaystyle 1=3-2*1}, {\displaystyle 2=8-3*2} 을 생각할 수 있고, 후자를 전자에 대입하여 정리하면 {\displaystyle 1=3*3-8} 을 얻는다. 첫번째 식에서 {\displaystyle 3=8*2-19} 을 얻고, 같은 방법으로 대입하여 {\displaystyle 1=8*(-7)+19*(3)} 을 얻는다. 이를 통해서 A=7, B=3의 순서쌍을 얻는다.
- 답

아버지 73세, 아들 37세

### 힐베르트의 열 번째 문제
1900년 다비트 힐베르트는 20세기에 해결하여야 할 23개의 수학 문제를 제시하였다. 힐베르트의 문제들로 불리는 이 문제들 가운데 제10항목은 "임의로 주어진 디오판토스 방정식이 정수해를 갖는지 여부를 판별할 수 있는 알고리즘을 제시하라"는 것이었다. 1970년 마티야세비치 정리에 따라 그러한 알고리즘을 만들 수 없다는 것이 증명되었다.
임의의 디오판토스 방정식이란 차수나 문자에 상관없이 문자와 상수로만 이루어진 정수방정식을 의미한다. 그렇기에 무한한 차수와 정수해라는 특별한 조건 때문에 기존 집합론이나 해석학에서 쓰이는 방법들로는 쉽게 풀리지 않는 난제이다. 특히 알고리즘을 찾는다는 말은 방정식에서의 근의 공식처럼 문자를 다수 쓰기 때문에 이에 따른 부가적인 설명(거듭제곱근,약수 관계) 때문에 정말 어려운 난제이다. 증명과정이 굉장히 복잡하기 때문에 단순하게 말하자면 무한히 커지는 정수들에 대해서 모두 알고리즘이 존재하지 않다는 것을 증명하였다. 문제의 특성상 반례를 특수한 상황에서 보이면 되기에 피보나치 수를 이용하여 증명에 성공하였다.

## 선형 디오판토스 방정식
{\displaystyle ax+by=c}와 같은 형식의 방정식을 선형 디오판토스 방정식이라고 한다. 특히 c 가 a 와 b 의 최대공약수일 때 이를 베주 항등식이라고 한다. 베주 항등식의 해는 무한히 많으며, 확장된 유클리드 알고리즘으로 구할 수 있다.

## 주해
자명한 경우는 항상 무시한다. 예를 들어 페르마의 마지막 정리에서 {\displaystyle x^{n}+y^{n}=2}는 n=0일 때 항상 성립하지만 이 경우는 무시하고 푼다.